# Günther Kranz
Günther Kranz (* 10. Februar 1958 in Eschen) ist ein liechtensteinischer Politiker (VU) und war von 2005 bis 2013 Abgeordneter im liechtensteinischen Landtag.

## Biografie
Kranz wurde 1958 als Sohn des Landwirts Albert Kranz und dessen Frau Philomena (geborene Gstöhl) geboren und wuchs mit sechs Geschwistern, darunter den späteren Landtagsabgeordneten Oswald Kranz, in der Gemeinde Eschen auf. Von 1971 bis 1974 besuchte er die Realschule in Eschen. Danach machte er eine kaufmännische Lehre bei der Hovalwerk AG in Vaduz.
Von 2005 bis 2013 vertrat er die Vaterländische Union im Landtag des Fürstentums Liechtenstein. Als Abgeordneter war er von 2005 bis 2011 Mitglied in der Finanzkommission, einer der drei ständigen Kommissionen des Landtages. Ab 2009 hatte er auch deren Vorsitz inne. Bei der Gemeindewahl 2011 konnte Kranz den Posten des Gemeindevorstehers in Eschen erringen. Nach seiner Wahl zum Gemeindevorsteher legte er sowohl den Vorsitz als auch die Mitgliedschaft in der Finanzkommission ab. An seiner Stelle wurde nun Werner Kranz in die Finanzkommission gewählt. Neue Vorsitzende wurde Diana Hilti. Bei der Landtagswahl im Februar 2013 trat er nicht mehr an.
Kranz ist verheiratet und hat drei Kinder, zwei Töchter und einen Sohn.